# Human (альбом Three Days Grace)
 Human  — пятый студийный альбом канадской рок-группы Three Days Grace, релиз которого состоялся 31 марта 2015 года под лейблом RCA Records. Это первый альбом, записанный при участии нового вокалиста группы Мэтта Уолста. Мэтт заменил Адама Гонтье, покинувшего группу в 2013 году.

## История
1 апреля 2014 года группа выпустила сингл «Painkiller» доступный в iTunes. 8 апреля песня была выпущена на рок-радиостанциях США. Двумя месяцами позже, сингл достиг первой строки в Billboard Mainstream Rock chart. Следующий сингл, «I Am Machine», выпущенный в сентябре 2014, также занял первое место в этом чарте.

## Список композиций
| №                   | Название                       | Длительность |
| ------------------- | ------------------------------ | ------------ |
| 1.                  | «Human Race»                   | 4:09         |
| 2.                  | «Painkiller»                   | 2:58         |
| 3.                  | «Fallen Angel»                 | 3:06         |
| 4.                  | «Landmine»                     | 3:25         |
| 5.                  | «Tell Me Why»                  | 3:30         |
| 6.                  | «I Am Machine»                 | 3:21         |
| 7.                  | «So What»                      | 2:57         |
| 8.                  | «Car Crash»                    | 2:50         |
| 9.                  | «Nothing Fair In Love and War» | 3:44         |
| 10.                 | «One Too Many»                 | 2:41         |
| 11.                 | «The End Is Not the Answer»    | 2:52         |
| 12.                 | «The Real You»                 | 3:54         |
| Общая длительность: | Общая длительность:            | 39:27        |

| №  | Название                          | Длительность |
| -- | --------------------------------- | ------------ |
| 1. | «Every Other Weekend»             |              |
| 2. | «Painkiller» (Live)               |              |
| 3. | «Let You Down» (Live)             |              |
| 4. | «Human Race» (Atmosphere Version) |              |

## Синглы
| 2014                                                                                 | «Painkiller»   | 86 | — | — | — | —  | 1  | 24 |
| 2014                                                                                 | «I Am Machine» | —  | — | — | — | 38 | 1  | 28 |
| 2015                                                                                 | «Human Race»   | —  | — | — | — | —  | 27 | —  |
| 2015                                                                                 | "Fallen Angel" |    |   |   |   | 6  |    |    |
| «—» обозначает релизы, которые не попали в чарты или не были выпущены в этой стране. |                |    |   |   |   |    |    |    |

## Участники записи
Three Days Grace
- Мэтт Уолст — вокал;
- Барри Сток — гитара;
- Нил Сандерсон — барабаны, клавишные, перкуссия, бэк-вокал;
- Брэд Уолст — бас-гитара;